# Ca' Rezzonico
Ca' Rezzonico es un edificio palaciego italiano del siglo XVII situado en el sestiere de Dorsoduro en Venecia. Desde 1936 es la sede del Museo del Settecento Veneziano, dedicado a la Venecia del siglo XVIII. 

## Historia
El palacio fue construido por Baldassare Longhena en el siglo XVII a partir de una edificaciòn preexistente y tiempo después fue adquirido por la familia Rezzonico. En el año 1888 lo adquirió el poeta inglés Robert Browning, que murió en el palacio un año más tarde.
En este palacio se pueden contemplar llamativos frescos pintados en el techo por Giovanni Battista Tiepolo, entre los que destaca el fresco de la Alegoría nupcial encargado en la boda de Lodovico Rezzonico con Faustina Savorgnan, en 1758. Hacia 1906 se trasladaron a este palacio diversos frescos de Giovanni Domenico Tiepolo (hijo de Giovanni Battista), procedentes de la villa familiar de Zianigo. También destacan las obras de Pietro Longhi.